# Fourqueux
Fourqueux foi uma antiga comuna francesa na região administrativa da Île-de-France, no departamento de Yvelines. A comuna possuia 4053 habitantes segundo o censo de 1990.
Em 1 de janeiro de 2019, foi incorporada ao território da comuna de Saint-Germain-en-Laye.